# Jacob de Geest
Jacob de Geest (? - Antwerpen, circa 1650/1662) was een Zuid-Nederlandse schilder.
Jacob de Geest werkte tijdens de eerste helft van de 17e eeuw in Antwerpen, een stad die destijds een centrum van kunst en cultuur was. Er is weinig gedetailleerde informatie over zijn leven bewaard gebleven. De geboortedatum van De Geest is onbekend, maar hij overleed in Antwerpen ergens tussen 1650 en 1662. Zijn werk bestond vooral uit historiestukken, een genre dat verhalen uit de geschiedenis, mythologie of bijbel verbeeldt. Hoewel er geen specifieke werken van zijn hand bekend zijn, werd hij destijds gewaardeerd om zijn vaardigheden en artistieke bijdrage.